# Piste Cabot
Pour les articles homonymes, voir Cabot et Route 30.
La piste Cabot (Cabot Trail en anglais) est une route panoramique de la province canadienne de la Nouvelle-Écosse. Elle est située dans la section nord du Comté de Victoria et dans le Comté d'Inverness sur l'Île du Cap-Breton. Elle effectue une boucle d'environ 300 km (186 mi) autour de la pointe nord de l'île, passant par les Hautes Terres du Cap-Breton. Elle porte le nom de l'explorateur vénitien Jean Cabot qui a découvert le Canada atlantique en 1497. La construction initiale de la route s'est terminée en 1932.
La partie nord de la route traverse le Parc national des Hautes-Terres-du-Cap-Breton. Les parties ouest et est longent le littoral accidenté, offrant des vues spectaculaires sur l'océan.
Cette route à vocation touristique est ouverte toute l'année.

## Description du tracé
La piste Cabot débute à l'ouest de Baddeck, sur la route 105. Sur ses 30 premiers kilomètres, elle se dirige vers le nord-ouest, le long de la rivière Middle, traversant les communautés de Middle River et de North East Margaree. Elle longe ensuite la rivière Northeast et se dirige vers l'ouest, jusqu'à Margaree Forks. C'est à Margaree Forks qu'elle croise la route 19 en direction d'Inverness. Elle bifurque ensuite vers le nord, le long de la rivière Margaree. Après avoir franchi la rivière à Margaree Harbour, elle traverse la région de Belle-Côte, de Terre Noire, de Cap Le Moine et de Grand Étang pour ensuite atteindre Chéticamp, ville acadienne qu'elle traverse par sa rue principale. La piste Cabot se dirige vers l'est pendant 2 km (1,2 mi) pour rejoindre Petit Étang. C'est en franchissant la rivière Chéticamp qu'elle entre dans le Parc national des Hautes-Terres-du-Cap-Breton. Elle longe la rive par le cap Rouge avec ses falaises surplombant les eaux du Golfe du Saint-Laurent, puis contourne la French Mountain, croise le sentier de randonnée du lac Benjie's et se dirige vers le nord en traversant une région particulièrement montagneuse. Alors qu'elle descend vers Pleasant Bay, elle rejoint la côte par une série de virages en lacets. Une petite section à Pleasant Bay est située à l'extérieur du parc national. Elle se dirige ensuite vers l'est sur 30 km (19 mi) en suivant un tracé sinueux, longeant la rivière North Aspy. Elle traverse Sunrise et Cape North, près de Dingwall, de nouveau à l'extérieur du parc, puis South Harbour et rejoint la côte est de l'île à Neils Harbour, où elle bifurque vers le sud. Elle traverse Ingonish, Ingonish Centre et Ingonish Beach, en passant près de Keltic Lodge, et contourne la Baie d'Ingonish en formant un C allongé. À Ingonish Ferry, elle bifurque vers le sud par une série de virages, passant près du Parc provincial de Cape Smokey. Elle traverse Wreck Cove, Birch Plain, French River, Breton Cove et Indian Brook. Après avoir franchi la rivière Barachois, elle croise la route 312 et bifurque vers l'ouest pour rejoindre Tarbotvale, puis elle longe la Baie de St. Anns. Elle traverse Goose Cove et St. Anns puis débouche sur la route Transcanadienne qui assure la liaison avec Buckwheat Corner le point de départ de la piste Cabot (à environ 30 km plus au sud).
La piste Cabot est reconnue en tant que route provinciale 30 (Trunk 30) par le ministère des Transports de la Nouvelle-Écosse.

## Communautés
- Baddeck, porte d'entrée de la piste Cabot, où est situé le lieu historique national Alexander-Graham-Bell.
- Belle-Côte, petit village de pêcheurs situé à l'embouchure de la rivière Margaree qui se jette dans le Golfe du Saint-Laurent. Sa position est la frontière traditionnelle entre les établissements écossais au sud et les villages acadiens au nord.
- Chéticamp, village acadien de pêcheurs, célèbre pour ses tapis crochetés, situé à l'ouest du parc national des Hautes-Terres-du-Cap-Breton
- Cape North (en), village où est situé le North Highlands Community Museum (musée des communautés des Hautes Terres du Nord).
- Ingonish, village de pêcheurs et un des premiers établissements fondés sur l'île du Cap-Breton
- St. Anns (en), où est situé le Gaelic College of Celtic Arts and Crafts (musée gaélique des Arts et Métiers du Cap-Breton)

## Galerie

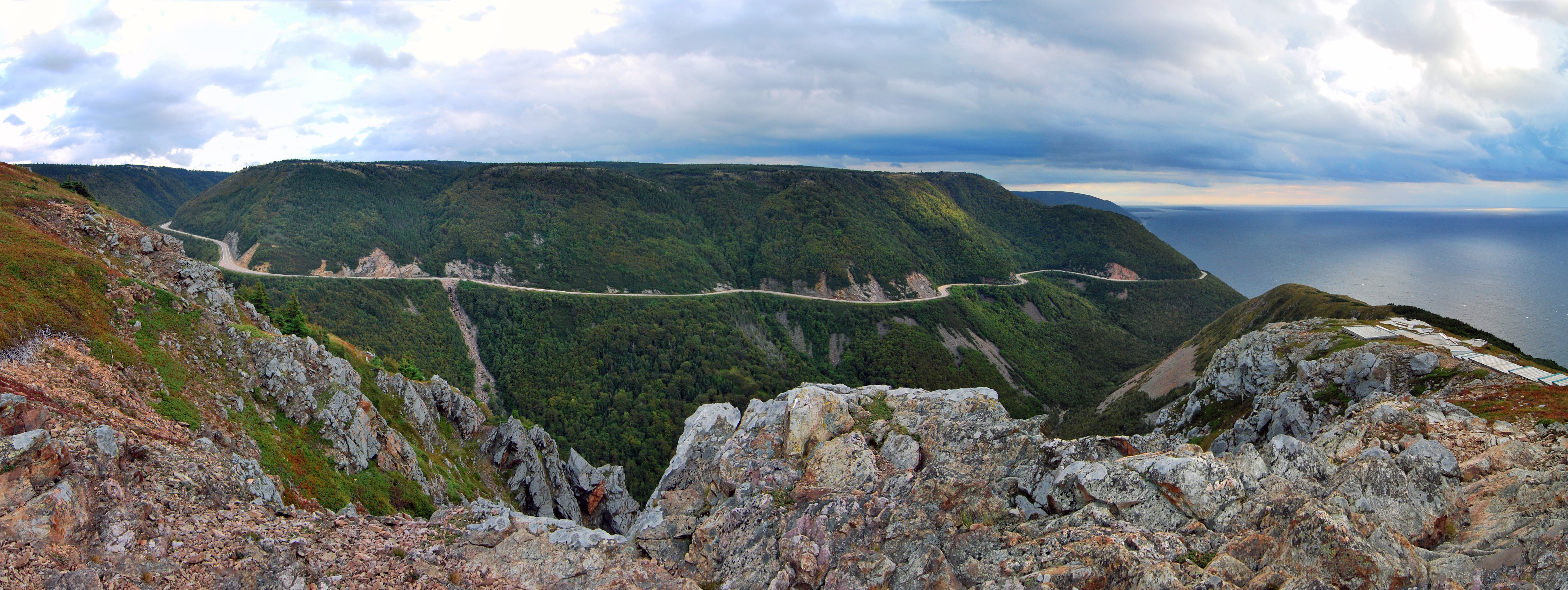
Panorama des montagnes du parc national des Hautes-Terres-du-Cap-Breton, avec la piste Cabot coupant au travers.

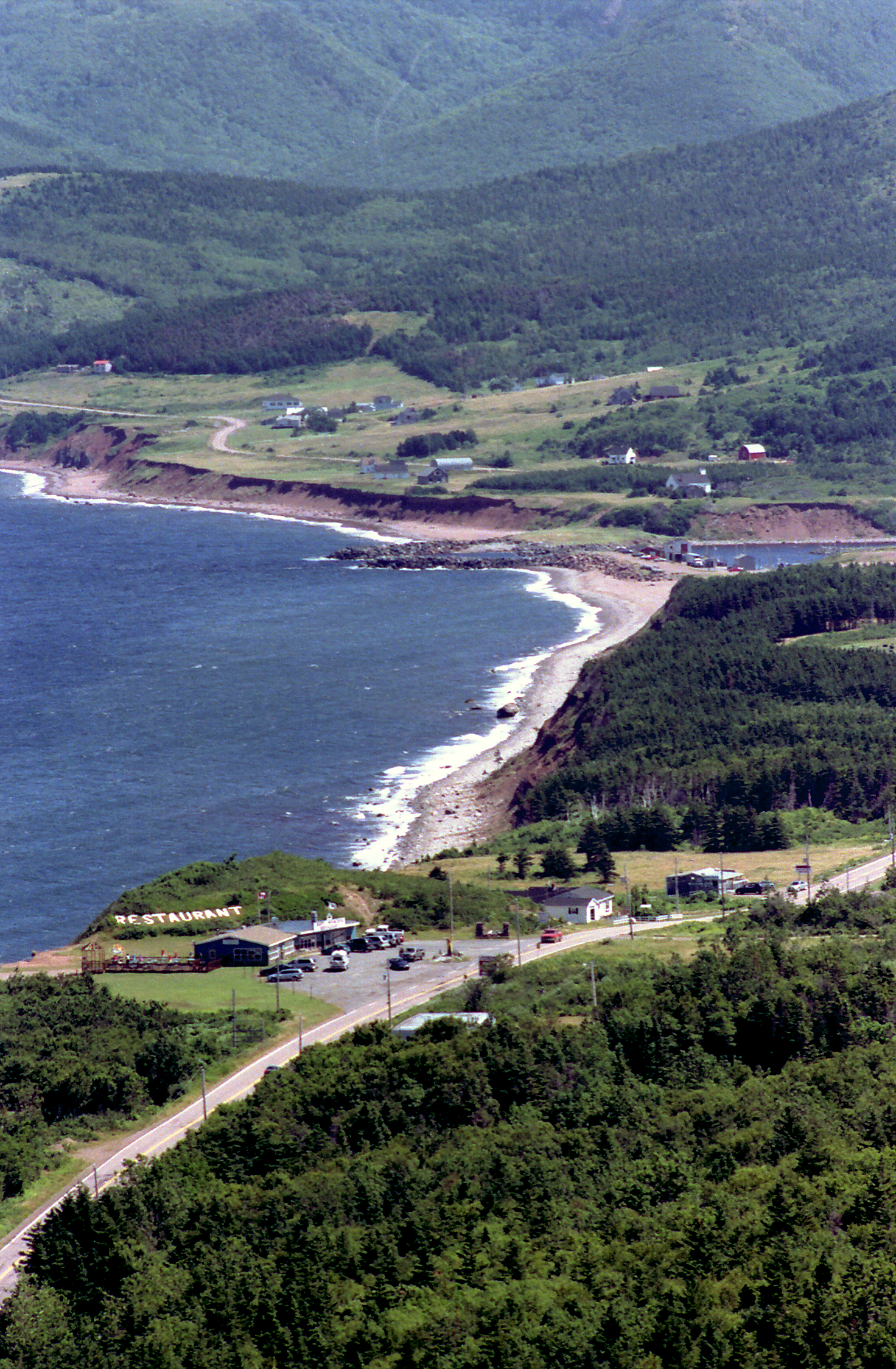
Vue des établissements commerciaux et résidentiels à Pleasant Bay, dans la partie septentrionale de la piste Cabot.
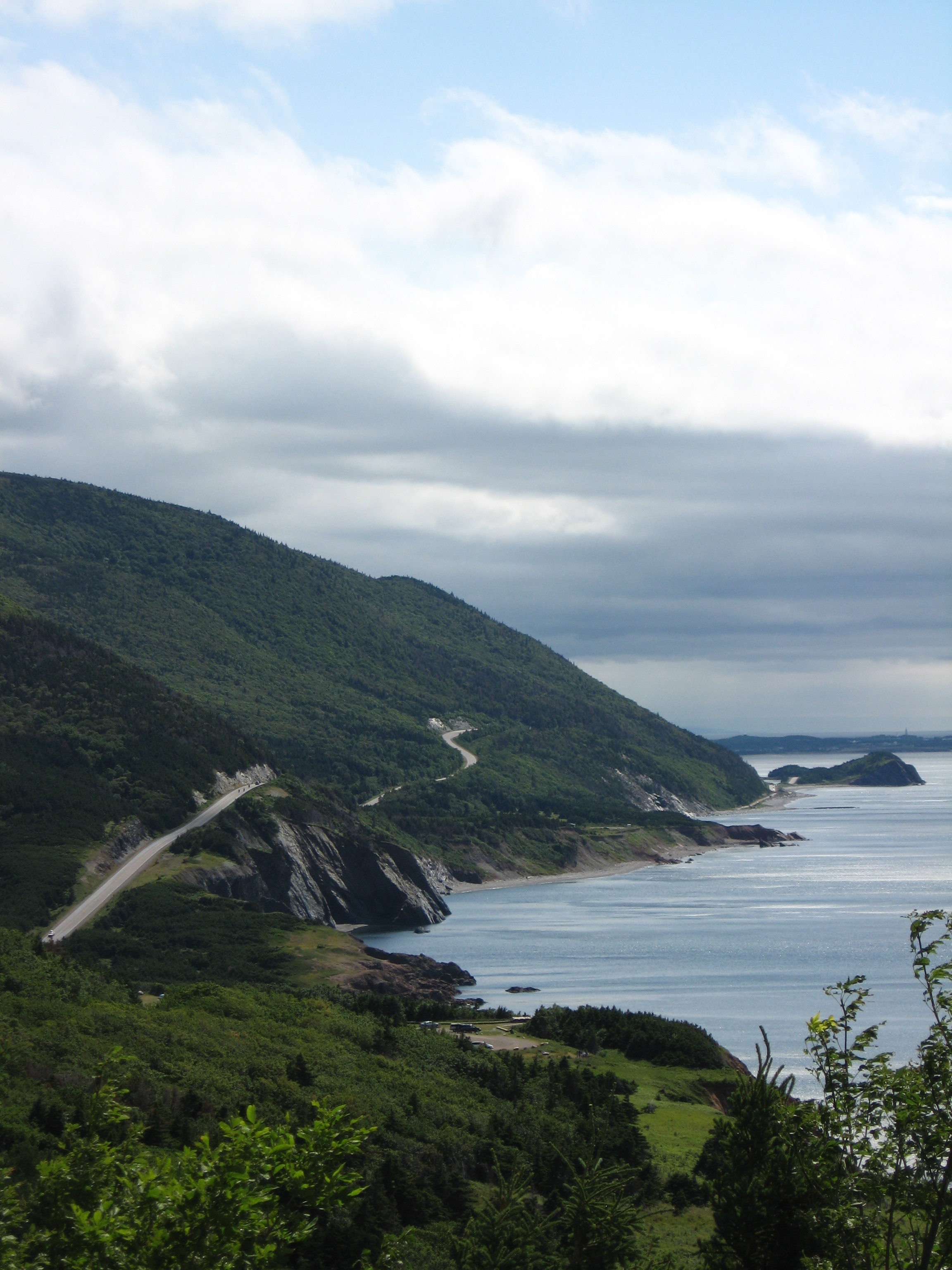
Vue vers le sud à partir du belvédère de Cap-Rouge sur la piste Cabot.